# Çilmämmetgum
Çilmämmetgum (Czilmamed-kum, Czilmamedkum; ros.: Чильмамедкум, Czilmamiedkum) – piaszczysta pustynia w zachodnim Turkmenistanie, ograniczona od zachodu Płaskowyżem Krasnowodzkim i korytem Uzboju od wschodu, położona w obniżenniu między górami Uly Balkan a górami Akgyr i Koýmatdag, wypełnionym osadami zbiornika apszerońskiego. Znaczna część pustyni pokryta jest ciągnącymi się równoleżnikowo, piaszczystymi wzniesieniami o stromych zboczach, które osiągają do 25 m wysokości. W zachodniej części Çilmämmetgum występują barchany.